# Oeralkali
Oeralkali (Russisch: Уралкалий, internationale naam: UralKali) is een Russisch bedrijf in de stad Berezniki. Het is een van de grootste producenten van potas, een meststof, ter wereld. 

## Activiteiten
Het is de grootste producent van minerale kunstmestproducten van Rusland. Het bedrijf is vooral gericht op de verwerking van potas (een kaliumcarbonaat) uit een nabijgelegen zoutlaag. Oeralkali heeft vijf mijnen en zeven fabrieken voor de verwerking. Alle activiteiten vinden plaats in en rond de steden Berezniki en Solikamsk in kraj Perm. Hier werken zo'n 12.700 mensen van de 20.000 medewerkers in totaal.
De productie bedraagt iets meer dan 10 miljoen ton kaliumchloride (KCl) op jaarbasis. Hiervan wordt een kwart in Rusland afgezet en de rest in het buitenland. Van de buitenlandse markten is Brazilië de grootste. Latijns-Amerika is de belangrijkste regio waar een derde van de omzet wordt gerealiseerd. Kalium is een belangrijke meststof en de landbouwsector is veruit de belangrijkste afzetmarkt, slechts een heel klein deel van de afzet wordt daarbuiten gerealiseerd. Het beschikt over ruim 7000 wagons voor het transport over het spoor en heeft een eigen exportterminal in Sint-Petersburg aan de Oostzee.
De productie is bijzonder energie-intensief, na arbeidskosten is dit de tweede kostenpost met een aandeel van ruim 20% in het totaal. Voor de productie van elektriciteit heeft het de beschikking over eigen centrales die voor een belangrijk deel in de behoefte voorzien en de rest wordt ingekocht. Door het grote aandeel van de export in de totale omzet hebben veranderingen in de wisselkoersen een belangrijk effect op de nettowinst. De kosten luiden vooral in Russische roebels.
Tot 22 december 2015 stonden Global depositary receipts (GDR) van het bedrijf genoteerd aan de London Stock Exchange. De notering aan de Beurs van Moskou is gebleven. De free float is zeer beperkt en de handel in aandelen is minimaal. Op 18 december 2017 hebben de aandeelhouders besloten de notering te beëindigen en vanaf 20 september 2019 is de notering opgeschort. Per 31 december 2019 was JSC UCC Uralchem de grootste aandeelhouder met 56,2% van de aandelen, gevolgd door Rinsoce Trading Co. Ltd. (23,5%) en iets meer dan 20% van de aandelen was in bezit van Oeralkali zelf. Per jaareinde 2020 had Uralchem het belang uitgebreid naar 81,47% en Rinsoce naar 18,53%. Uralchem wordt gecontroleerd door Dmitri Mazepin en Rinsoce door D. Lobiak. 

### Resultaten
De scherpe daling van het nettoresultaat in 2020 was vooral het gevolg van wisselkoersveranderingen. In 2019 leidde deze mutaties tot een winst van 417 miljoen dollar en in 2020 tot een verlies van 583 miljoen dollar, een verslechtering van 1,1 miljard in een jaar tijd.
| Jaar | Productie KCl (×miljoen ton) | Verkopen KCl (×miljoen ton) | Gemiddelde exportprijs (×US$/ton) | Netto omzet | Bedrijfs- resultaat | Netto- resultaat | Werknemers (gemiddeld) |
| ---- | ---------------------------- | --------------------------- | --------------------------------- | ----------- | ------------------- | ---------------- | ---------------------- |
| 2010 | 5,1                          | 5,1                         | 352                               | 1699        | 674                 | 549              | 12.688                 |
| 2011 | 10,8                         | 10,6                        | 351                               | 3496        | 1691                | 1185             | 19.042                 |
| 2015 | 11,2                         | 11,4                        | 245                               | 2555        | 1725                | 184              | 20.592                 |
| 2016 | 11,0                         | 10,8                        | 172                               | 2278        | 989                 | 1427             | 20.562                 |
| 2017 | 12,7                         | 12,0                        | 173                               | 2761        | 1101                | 875              | 19.835                 |
| 2018 | 11,1                         | 11,5                        | 212                               | 2754        | 1202                | -97              | 19.950                 |
| 2019 | 9,8                          | 11,1                        | 235                               | 2782        | 1255                | 1207             | 20.261                 |
| 2020 |                              |                             |                                   | 2696        | 872                 | -43              |                        |

## Overname Silvinit
In december 2010 maakte Oeralkali bekend de tweede Russische producent van potas, Silvinit, te gaan overnemen. Uralkali koopt 20% van de aandelen Silvinit van Otkritie Financial Corporation voor US$ 1,4 miljard  en neemt de overige aandelen over met de uitgifte van nieuwe aandelen Oeralkali. De combinatie produceert jaarlijks meer dan 10 miljoen ton potas. Het heeft daarmee een aandeel van 17% in de wereldwijde productie en wordt daarmee nummer twee op de wereldranglijst na het Canadese bedrijf Nutrien.